# Francisco Castillo Nájera
Francisco Castillo Nájera (Durango, 25 de novembro de 1886 - Ciudad de México, 20 de dezembro de 1954) foi um médico, diplomata e académico mexicano. Foi Secretário das Relações Exteriores de 1945 a 1946.
Médico pela Universidad Nacional de México, de 1918 a 1919 dirigiu o Hospital Juárez de Durango e, no ano seguinte, foi nomeado diretor da Faculdade de Medicina do Exército Mexicano durante a Revolução Mexicana. Durante três períodos consecutivos,  foi representante do México na ex-Liga das Nações, serviu como presidente da Assembleia Geral de 1934 a 1935. Assinou o Pacto Roerich no México em 15 de abril de 1935. Foi ministro plenipotenciário do México na China, Bélgica, Países Baixos, Suécia e França. Foi embaixador do México nos Estados Unidos de 1935 a 1945, período em que ocorreu a expropriação do petróleo. De 1 de outubro de 1945 a 30 de novembro de 1946 foi Secretário das Relações Exteriores, tempo no qual o México se juntou à Organização das Nações Unidas e onde houve ruptura das relações diplomáticas entre o México e a Espanha por causa do surgimento da ditadura de Francisco Franco.
Nájera foi membro da Academia Mexicana de Medicina desde 1920, e foi presidente da mesma em 1927. Foi nomeado membro correspondente da Academia Mexicana de Línguas em 27 de setembro de 1946, e posteriormente nomeado para a cadeira XXII em 12 de junho de 1953 com o discurso "O espanhol falado no México". 3 Morreu em 20 de dezembro de 1954 na Cidade do México, quando era presidente da Comissão Nacional de Banca e Valores Mobiliários.